# بیشاپس والتام
latitudeبیشاپس والتامlongitudeبیشاپس والتام
بیشاپس والتام (به انگلیسی: Bishop's Waltham) یک شهرک در بریتانیا است که در انگلستان واقع شده‌است.

## خصوصیات
بیشاپس والتام ۶٬۵۵۰ نفر جمعیت دارد.